# Salmo 91

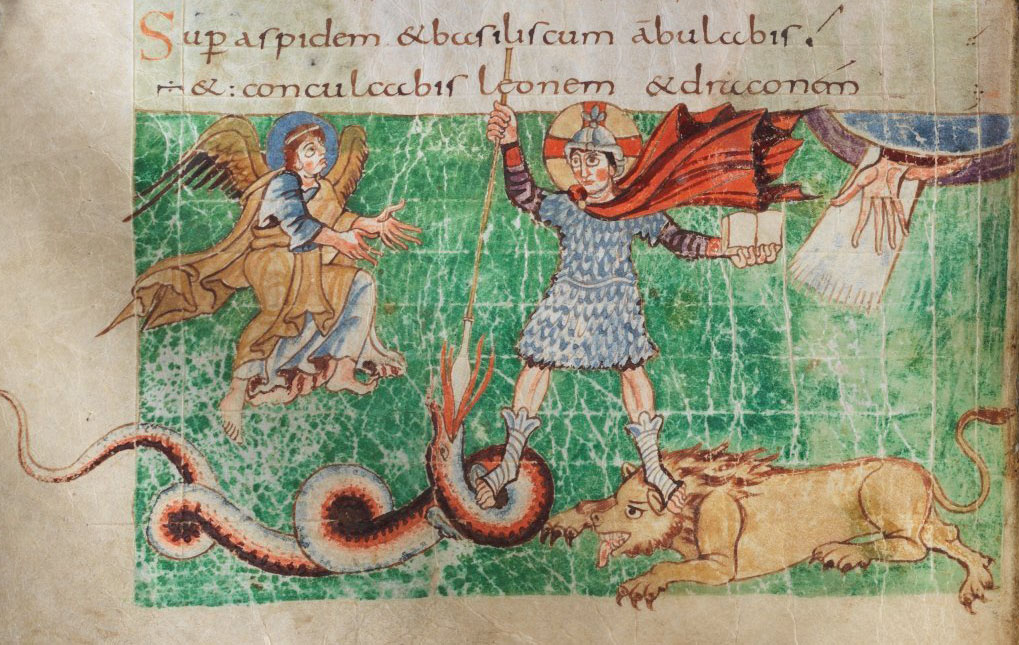
Illustrazione del versetto 13 nel salterio di Stuttgart: "Camminerai su aspidi e vipere,
schiaccerai leoni e draghi".

Il salmo 91 (90 secondo la numerazione greca) costituisce il novantunesimo capitolo del Libro dei salmi.
È utilizzato dalla Chiesa cattolica nella liturgia delle ore.
Il Diavolo cita i versetti 11 e 12 di questo salmo durante la tentazione di Cristo (Matteo 4,6, Luca 4,10-11).
Il famoso canto di chiesa Su ali d'aquila, composto dal sacerdote statunitense Michael Joncas, si basa su questo salmo.
Secondo l'uso ebraico già in vigore al tempo di Gesù, durante il funerale si recitava il Salmo 91 mentre la bara era trasportata verso il luogo di sepoltura. Si effettuavano sette stazioni che ricordavano le sette ripetizioni della parola vanità (in ebraico "evèl", inconsistenza dell'uomo) menzionata nel capitolo secondo del Qohelet.